# ثاناسيس بابازوجلو
ثاناسيس بابازوجلو (باليونانية: Θανάσης Παπάζογλου)‏ هو لاعب كرة قدم يوناني في مركز الهجوم، ولد في 30 مارس 1988 في سالونيك في اليونان. شارك مع منتخب اليونان تحت 21 سنة لكرة القدم ومنتخب اليونان لكرة القدم. أما مع النوادي، فقد لعب مع أريس تسالونيكي وأوفي كريت ودينامو بوخارست ورودا كيركراده ونادي أتروميتوس ونادي أستيراس تريبوليس ونادي أولمبياكوس ونادي أوليسوند ونادي باوك ونادي كورتريك ونادي لاريسا وهبوعيل حيفا.

## وصلات خارجية
- ثاناسيس بابازوجلو على موقع قاعدة بيانات كرة القدم.إي يو (الإنجليزية)
- ثاناسيس بابازوجلو على موقع ناشيونال فوتبول تيمز (الإنجليزية)
- ثاناسيس بابازوجلو على موقع Soccerway.com (الإنجليزية)